# Kiesgrube Efferen
Die Kiesgrube Efferen (auch Efferener Baggerloch und Efferener Lido) ist ein Baggersee im Hürther Stadtteil Efferen. Sie ist ein geschütztes Biotop nach § 62 Landschaftsgesetz NRW.

## Beschreibung
Die ehemalige Kiesgrube liegt zwischen dem Studentendorf in Efferen und der linksrheinischen Bahnstrecke. Die Wasserfläche hat ca. 200 Meter Durchmesser und ist dreieckig angelegt. Obwohl Baden dort verboten ist, wird der See im Sommer von Badegästen bevölkert. Der See ist Teil des Landschaftsschutzgebietes Efferen.